# Schlacht von Potidaia
Sybota – Potidaia – Spartolos – Stratos – Naupaktos – Plataiai – Olpai – Tanagra – Pylos – Sphakteria – Korinth – Megara – Delion – Amphipolis – Mantineia – Melos – Syrakus – Milet – Syme – Eretria – Kynossema – Abydos – Kyzikos – Ephesos – Chalkedon – Byzanz – Andros – Notion – Mytilene  – Arginusen – Aigospotamoi
Die Schlacht von Potidaia wurde im Jahre 432 v. Chr. unmittelbar vor Beginn des Peloponnesischen Krieges zwischen Truppen aus Athen und dessen Verbündeten auf der einen und Truppen Korinths und dessen Verbündeten auf der anderen Seite ausgetragen.
Potidaia in Chalkidike war zwar eine Kolonie Korinths, zugleich aber auch Mitglied des Attischen Seebundes und diesem tributpflichtig. Nachdem Athen sich bereits im Vorjahr, 433 v. Chr., im Verbund mit Kerkyra bei den Sybota-Inseln eine Seeschlacht mit den Korinthern geliefert hatte, forderte es nun Potidaia auf, die korinthischen Beamten aus der Stadt auszuweisen, seine Mauern zu schleifen und den Athenern Geiseln zu stellen. Potidaia lehnte dies als Eingriff in seine Autonomie ab und rief die Mutterstadt Korinth zu Hilfe.
Athen fürchtete, seinen Einfluss an der Nordküste der Ägäis zu verlieren, zumal auch der makedonische König Perdikkas II. sich gegen Athen stellte. Athen sandte nun eine Flotte von 30 Schiffen mit 1.000 Hopliten unter dem Kommando des Archestratos in die Region. Die Potidaier unternahmen noch einen Vermittlungsversuch; nachdem dieser aber erfolglos blieb, stellte sich auch Sparta auf die Seite Potidaias und Korinths. Korinth sandte unterdessen 1.600 Hopliten und 400 Leichtbewaffnete unter Aristeus nach Potidaia, woraufhin Athen weitere 40 Schiffe und 2.000 Hopliten unter dem Kommando von Kallias losschickte. Zunächst verwickelten noch die Makedonier die Athener in kleinere Gefechte, dann aber landeten die Athener bei Potidaia, während Perdikkas dem Aristeus eine Hilfsstreitmacht von 200 Reitern zukommen ließ, mit denen gemeinsam er nach Potidaia vorrückte.
Dort kam es schließlich zur Schlacht, in deren Verlauf der von Aristeus kommandierte Flügel der Korinther erfolgreich die athenischen Linien durchbrach, während an anderen Abschnitten die Athener die Oberhand behielten. Ein bei Olynthos in Reserve gehaltenes Heer der Potidaier versuchte, dem nun in Bedrängnis geratenen Aristeus zu Hilfe zu kommen, wurde aber selbst von den Athenern zurückgeworfen. Die Korinther und Potidaier verloren 300 Mann, die Athener 150, darunter Kallias; die makedonische Kavallerie griff nicht in die Kämpfe ein.

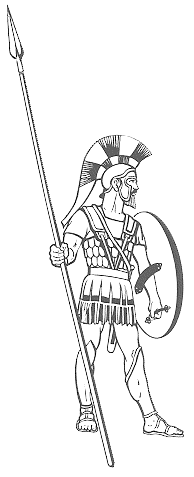
Griechischer Hoplit

Die Athener belagerten nun die Stadt Potidaia, wobei ihnen eine Verstärkung von 1.600 Hopliten unter Phormion zu Hilfe kam. Den Athenern gelang es, Potidaia vom Nachschub übers Meer abzuschneiden, dennoch konnten sich deren Bewohner zwei Jahre lang gegen die Belagerer behaupten. Während die Belagerung noch andauerte, erfolgte bei einem athenischen Gesandtenbesuch in Sparta die offizielle Kriegserklärung zwischen Athen und Sparta, womit der Peloponnesische Krieg seinen Lauf nahm. Den Athenern gelang zwar schließlich die Einnahme von Potidaia, doch kostete die Belagerung die Athener 1.000 Talente pro Jahr.
An der Schlacht von Potidaia nahmen auch Sokrates und Alkibiades teil, wobei Sokrates der Überlieferung zufolge dem Alkibiades das Leben gerettet haben soll.